# 12 d'agost
El 12 d'agost és el dos-cents vint-i-quatrè dia de l'any del calendari gregorià i el dos-cents vint-i-cinquè en els anys de traspàs. Queden 141 dies per finalitzar l'any.

## Esdeveniments
Països Catalans
- 1462 - Barcelona: Les institucions catalanes, en plena Guerra Civil catalana nomenen Enric IV de Castella com a comte de Barcelona.[1]
- 1888 - Barcelona: es funda la Unió General de Treballadors (UGT), sindicat socialista.
- 1906 - Primera línia regular de busos a Barcelona. Vegeu: Història de l'autobús a Barcelona.
- 1932 - Palma: Manifestació a la plaça de Cort d'adhesió a la II República Espanyola.
- 1982 - el País Valencià: Joan Lerma esdevé President de la Generalitat Valenciana Provisional.

Resta del món
- 1099 - Primera Croada: Batalla d'Ascaló – Els croats derroten els sarraïns i es funda el Regne de Jerusalem, sota Jofré de Bouillon.
- 1450 - Carles VII de França pren Normandia als anglesos.
- 1831 - Bèlgica: la victòria dels independentistes a la revolució belga s'acaba amb la independència del país.
- 1877 - L'astrònom estatunidenc Asaph Hall descobreix Deimos.[2]
- 1883 - La darrera quaga mor a l'Artis Magistra Zoo d'Amsterdam.
- 1939 - EUA: estrena de la pel·lícula El màgic d'Oz, dirigida per Victor Fleming.
- 1984 - Comencen els Jocs Olímpics de Los Angeles amb el boicot dels països de l'est, en resposta al boicot que van liderar els americans en els anteriors jocs celebrades a Moscou.
- 1999 – Un grup que protesta contra la globalització, conduït per José Bové, desmunta les obres de construcció d'un Mac Donald's a Millau.
- 2000 - Rússia: el submarí «Kursk» naufraga al mar de Barentsz en esclatar un torpede defectuós que produeix una explosió massiva de tot l'armament de bord (excepte els míssils). Hi mor la totalitat dels 118 tripulants.
- 2005 - Estats Units llança la sonda Mars Reconnaissance Orbiter cap al planeta Mart.
- 2017 - Una manifestació de supremacistes blancs a Charlottesville s'acaba amb tres morts i desenes de ferits.

## Naixements
Països Catalans
- 1879 - Barcelona: August Pi i Sunyer, fisiòleg, polític i dirigent esportiu català (m. 1965).

- 1897 -
  - Algemesí (la Ribera Alta): Josep Moreno i Gans, compositor valencià (m. 1976).
  - La Garriga (Vallès Oriental): Manuel Blancafort i de Rosselló, compositor català (m. 1987).
- 1973 - Barcelona: Emma Roca, corredora i esquiadora de muntanya, doctora bioquímica i bombera professional (m. 2021).[3]
- 1986 - El Prat de Llobregat: Mónica Lázaro Peinado, jugadora de bàsquet catalana professional.[4]
- 2001 - Montcada i Reixac, Vallès Occidental: Claudia Pina, futbolista catalana que juga com a davantera a la Primera divisió.[5]

Resta del món
- 1566 - Segòvia, Espanya: Isabel Clara Eugenia, infanta espanyola.
- 1591 - Ferrières-en-Brie: Louise de Marillac, religiosa francesa, fundadora de les Filles de la Caritat (m. 1660).[6]
- 1644 - Wartenberg (ara República Txeca): Heinrich Biber, compositor barroc (m. 1704).[7]
- 1656 - Trébry, França: Claude de Visdelou, jesuïta francès, missioner a la Xina (m. 1737).[8]
- 1674 - París: Maria de Lorena, princesa de Mònaco (m. 1724).[9]
- 1681 - Horsens, Jutlàndia, Dinamarca: Vitus Bering, navegant i explorador d'origen danès al servei de Rússia.
- 1816 - Lebanon (Maine, EUA): Charles C. Jewett, bibliotecari estatunidenc, pioner de la catalogació moderna (m. 1868).
- 1831 - Iekaterinoslav: Helena Blavatsky, fundadora de la Societat Teosòfica i de la teosofia (m. 1891).[10]
- 1866 - Madrid, Espanya: Jacinto Benavente, escriptor espanyol, Premi Nobel de Literatura de 1922 (m. 1954).
- 1867 - Dresden: Edith Hamilton, escriptora i hel·lenista nord-americana (m. 1963).[11]
- 1880 - Dorset, Anglaterra: Radclyffe Hall, poeta i novel·lista anglesa (m. 1943).[12]
- 1883 - Boston (Estats Units): Pauline Frederick, actriu estatunidenca de cinema mut.[13]
- 1887 - Viena (Imperi austrohongarès): Erwin Schrödinger, físic austríac, Premi Nobel de Física de 1933 (m. 1961).[14]
- 1905 - Madrid: Juana Capdevielle, intel·lectual i bibliotecària espanyola assassinada pels revoltats en la Guerra Civil (m. 1936).[15]
- 1907 - Filadèlfia: Gladys Bentley, cantant i pianista estatunidenca, artista lesbiana de blues del Harlem Renaissance.[16]
- 1919 - Davenport, Gran Manchester: Margaret Burbidge, astrònoma anglesa, primera directora de l'Observatori Reial de Greenwich (m. 2020).[17]
- 1939 - Memphis, Tennessee: George Hamilton, actor estatunidenc.
- 1941 - Saint Felix de Valois, Quebec (Canadà): Réjean Ducharme fou escriptor, dramaturg i escultor canadenc.
- 1949 - Glasgow, Escòcia: Mark Knopfler, guitarrista i cantant britànic més conegut per la seva feina amb el grup Dire Straits, que va liderar.
- 1954 - Rouen, Alta Normandia, França: François Hollande, polític francès, president de la República Francesa i copríncep d'Andorra des de les eleccions presidencials del 6 de maig de 2012 fins al maig de 2017.
- 1961 - Ålesund, Noruega: Kristin Krohn Devold, antiga ministra de Defensa de Noruega.
- 1964 - Olaberria, Guipúscoa, Espanya: Aitor Begiristain Mújica, conegut com a Txiki Begiristain, antic futbolista basc dels anys 80 i 90.
- 1966 - Màlaga, Espanya: Carlos Álvarez Rodríguez, cantant d'òpera espanyol, amb veu de baríton.
- 1970 - Marbella, Màlaga, Andalusia: Mariola Fuentes, actriu espanyola.[18]
- 1971 - Washington DC, Estats Units: Pete Sampras, exjugador professional de tennis que es va retirar el 2003.
- 1973 - 
  - Lazkao, Guipúscoa: Joseba Beloki Dorronsoro, ciclista basc que fou professional entre 1998 i 2006.
  - Bagdad, Iraq: Muqtada al-Sadr, polític i clergue xiïta iraquià.
- 1975 - Falmouth (Massachusetts, Estats Units): Casey Affleck, actor, productor, guionista i muntador estatunidenc.
- 1981 - Arle, França: Djibril Cissé, futbolista francès.
- 1990 - Palerm, Itàlia: Mario Balotelli, futbolista italià d'origen ghanès.
- 1992 - Hammersmith, Londres, Anglaterra: Cara Delevingne, model i actriu anglesa.

## Necrològiques
Països Catalans
- 1818 - València: Josep Pons, compositor gironí del Classicisme (n. 1768).
- 1920 - València: Francesc Martí Grajales, periodista, assagista i erudit valencià (n. 1862).
- 2013 - Barcelona: Oriol Maspons i Casades, fotògraf català que va immortalitzar els anys de la Gauche Divine i el Somorrostro de Barcelona (n. 1928).[19]
- 2017 - Ramon Boixadós i Malé, president de la Fundació Gala-Salvador Dalí durant els anys 1991 - 2017.
- 2022 - Ciutat de Mèxic: Marta Palau Bosch, artista catalana nacionalitzada mexicana, exiliada del franquisme (n. 1934).

Resta del món
- 1684 - Nicolò Amati, constructor de violins italià.
- 1750 - Amsterdam: Rachel Ruysch, artista neerlandesa que s'especialitzà en el gènere de la natura morta de flors (n. 1664).[20]
- 1917 - 
  - Múnic, Imperi Alemany: Eduard Buchner, químic alemany, Premi Nobel de Química de 1907 (n. 1860).[21]
  - Buenos Aires (Argentina): Joan Goula i Soley, compositor, director d'orquestra i professor de cant (n. 1843).
- 1918 - Nova York, Estats Units: Anna Held, actriu polonesa que va créixer a París i actuà als musicals de Nova York (n. 1872).[22]
- 1928 - Ostrava, Moràvia, República Txeca: Leoš Janáček, compositor txec (n. 1854).[23]
- 1930 - Barcelona: Inocencia Alcubierre, actriu espanyola (n. 1900).[24]
- 1942 - Rostov del Donː Sabina Spielrein, una de les primeres dones psicoanalistes, col·laboradora de Freud i Jung (n. 1885).[25]
- 1954 - Varese: Rosa Genoni, modista, dissenyadora de moda italiana (n. 1867).[26]
- 1955:
  - - Zúric (Suïssa): Thomas Mann, novel·lista alemany dels més destacats de la literatura universal de la primera meitat del segle xx. La seva novel·la més famosa és La muntanya màgica (1924), on Mann analitza la societat europea de l'època i gràcies a la qual rebé un Premi Nobel el 1929.[27]
  - - Buffalo,Nova York (Estats Units): James Batcheller Sumner, químic i bioquímic nord-americà, Premi Nobel de Química de 1946 (n. 1887).
- 1962 - Limpsfield, Surrey: Mabel Parton, tennista britànica, medallista olímpica als Jocs Olímpics d'Estocolm 1912 (n. 1881).[28]
- 1964 - Londres, Regne Unit: Ian Fleming, actor i novel·lista britànic (n. 1908), creador del personatge James Bond.
- 1973 - Locarno, Suïssa: Walter Rudolf Hess, oftalmòleg i professor universitari suís guardonat amb el Premi Nobel de Medicina o Fisiologia de l'any 1949.[29]
- 1979 - Dublín (Irlanda): Ernst Boris Chain, bioquímic britànic d'origen alemany, Premi Nobel de Medicina o Fisiologia de 1945 (n. 1906).
- 1982 - Los Angeles, Califòrnia, Estats Units: Henry Fonda, actor de cinema i teatre estatunidenc.
- 1989 - Stanford, Califòrnia (EUA): William Shockley, físic estatunidenc, Premi Nobel de Física de l'any 1956 (n. 1910).
- 1992 - Nova York (EUA): John Cage, compositor estatunidenc (n. 1912).[30]
- 2014 - Nova York: Lauren Bacall, actriu de cinema i teatre, guanyadora del Tony i del Globus d'Or (n. 1924).[31]
- 2022 - Breslau (Polònia): Natalia Lach-Lachowicz, més coneguda com a Natalia LL, artista conceptual polonesa pionera en el moviment artístic feminista.

## Festes i commemoracions
- Ademús: festes en honor de l'Assumpció de la Mare de Déu.
- Dia Internacional de la Joventut

Efemèrides astronòmiques:
- Pluja de Perseids, també coneguts com a llàgrimes de Sant Llorenç.

### Santoral[32]

#### Església Catòlica[33]
- Sants al Martirologi romà (2011): Euplus de Catània, diaca (304); Anicet i Foci, màrtirs (segle iv); Herculà de Brèscia, bisbe (segle iv); Lèlia d'Irlanda (ca. s. V); Muiredach de Killala, bisbe (s. V-VI); Porcari de Lerins, màrtir (s. VIII); Jeanne-Françoise Frémiot de Chantal, cofundadora de l'Orde de la Visitació de Santa Maria (1641); Jaume Do Mai Nam, Antoni Nguyen Dich, Miquel Nguyen Huy My, màrtirs (1838).
  - Beats: Charles Meehan, monjo màrtir (1679); Innocenci XI, papa (1689); Pierre-Jarrige de la Morelie de Puyredon, prevere màrtir (1794); Antoni Perulles i Estivill, màrtir (1936); Atilano Argüeso González, màrtir (1936); Sebastián Calvo Martínez, Pere Cunill i Padrós, José Pavón Bueno, Nicasio Sierra Ucar, Venceslau Clarís i Vilaregut, Gregorio Chirivás Lacambra, màrtirs (1936); Ambròs de Benguacil, caputxí màrtir (1936); Victoria Díaz y Bustos de Molina, màrtir (1936); Florian Stepniak i Joseph Straszewski, sacerdots màrtirs (1942); Karl Leisner, prevere (1945).
- Sants: Hilària i Ciríac d'Augsburg, màrtirs (304); Edwold de Cerne, eremita; Molaise de Devenish (563); Jambert de Canterbury, arquebisbe; Seigine de Iona, abat (652); Pere de Barco, eremita (1155).
- Beats: Noting de Constança, bisbe (934); Daniel de Himmerod, monjo (1206); Léon Dehon, fundador (1925).
- Servents de Déu: Bernardino Álvarez, fundador de l'orde hospitaler dels Hipòlits; Manuel Borràs i Ferré, bisbe màrtir (1936).

#### Església Copta
- 6 Mesori: Julita de Cesarea, màrtir.

#### Església Ortodoxa (segons el calendari julià)
- Se celebren els corresponents al 25 d'agost del calendari gregorià.

#### Església Ortodoxa (segons el calendari gregorià)
Corresponen als sants del 30 de juliol del calendari julià.
- Sants:

#### Esglésies luteranes
- Paul Speratus, bisbe i poeta (1551).